# Leatherlips

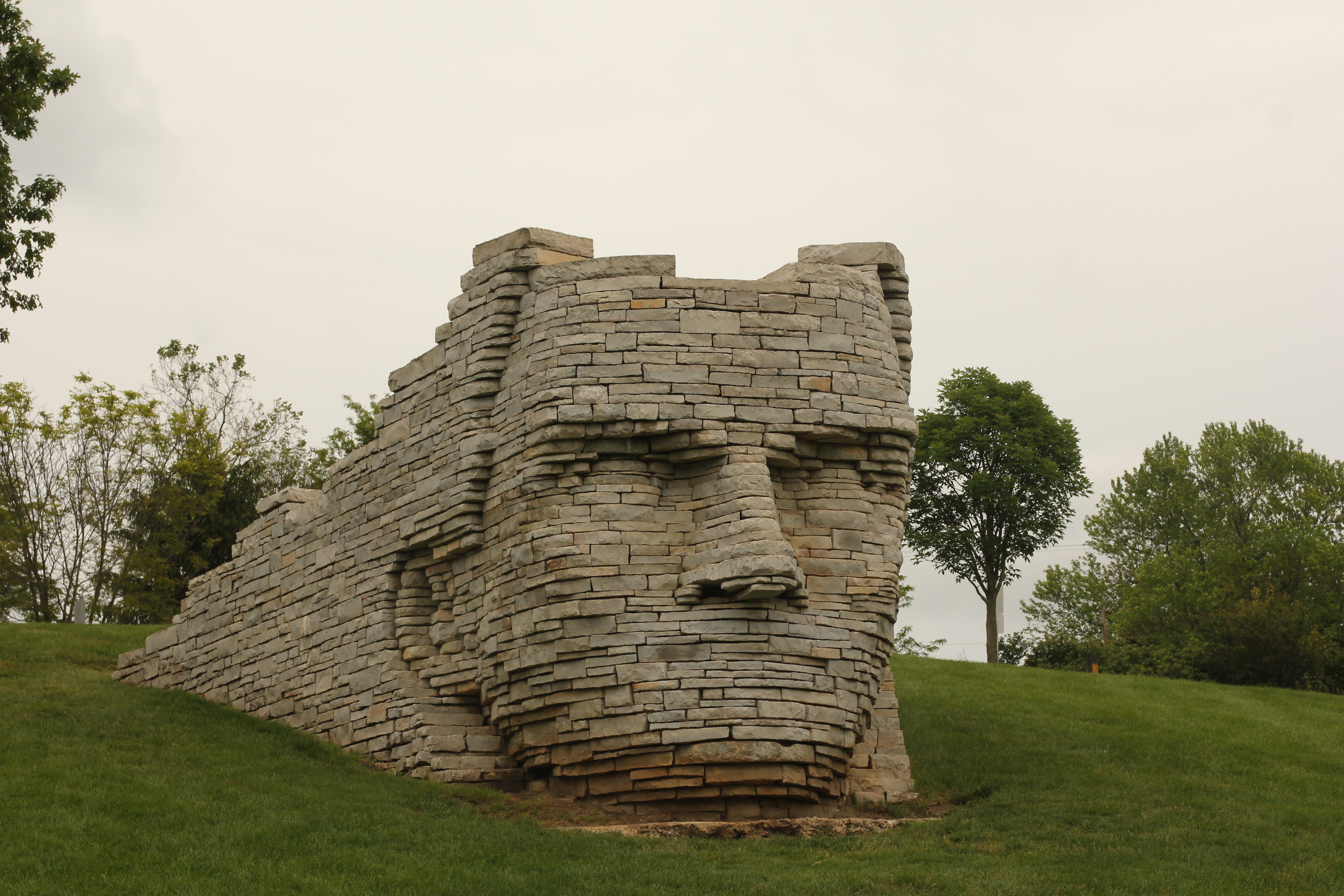
Busto de Leatherlips en Scioto Park en Dublín, Ohio.

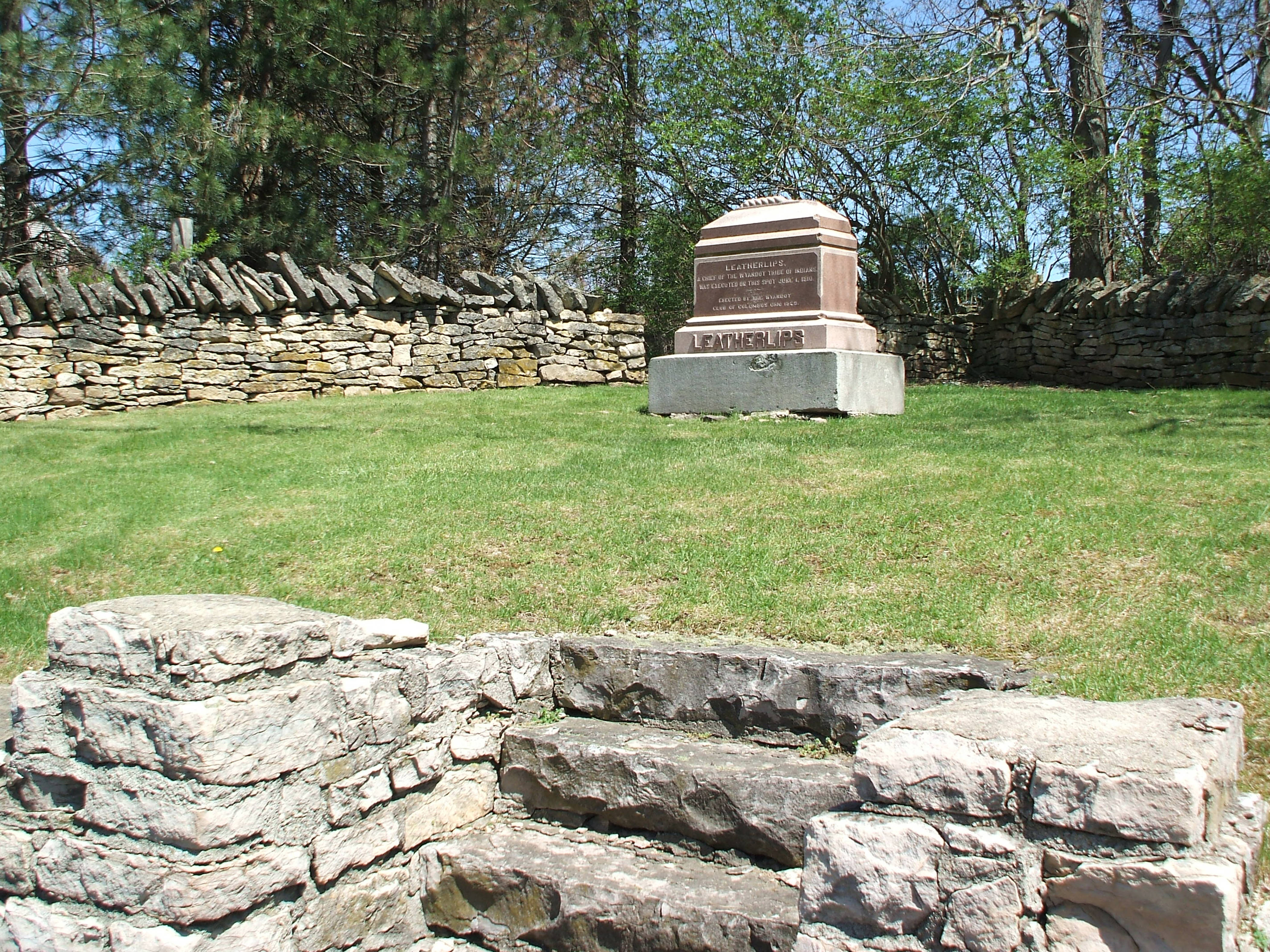
El cementerio de Dublín, Ohio, donde Leatherlips está enterrado.

Leatherlips (1732–1810) fue un jefe nativo hurón de finales del siglo XVIII y principios del XIX.
Leatherlips tuvo tres nombre wyandot (hurón). El más a menudo utilizado era SHA‑TE‑YAH‑RON‑YA, pero a veces referido como THA‑TEY‑YAN‑A‑YOH. En sus últimos años se lo llamaba SOU‑CHA‑ET‑ESS, que significa "Cabello largo gris". Pertenecía al clan Puercoespín, como su gran amigo el jefe Tarhe, y  estaba emparentado con Roundhead, Splitlog y Battise, destacados guerreros hurones en aquella época.
Los hurones o wyandots fueron diezmados por enfermedades y una guerra desastrosa con las Cinco Naciones de los iroqueses. Forzados a salir de su patria cerca de la Bahía Georgiana, se mudaron al territorio del Ohio. Leatherlips, un líder importante, firmó el Tratado de Greenville y alentó la cooperación con los colonos blancos en sus últimos años de vida. Aquella política de acomodar a los europeos provocó un movimiento de rechazo dirigido por dos hermanos shawnee, Tecumseh y Tenskwatawa (El Profeta). Tenskwatawa reaccionó fuertemente contra Leatherlips y le condenó a muerte por ceder tierras nativas, y por brujería.
En 1810, el hermano de Leatherlips, Roundhead, otro jefe wyandot, ordenó su ejecución. Leatherlips fue condenado a muerte por otros indígenas por su deseo de colaborar con los colonos blancos. Leatherlips no solo se opuso a la confederación de Tecumseh contra los Estados Unidos, sino que también vendió tierras nativas a William Henry Harrison. Se cree que Leatherlips fue ejecutado por cargos exagerados de brujería para desviar la atención de los verdaderos motivos políticos. Si bien se desconoce si Roundhead participó directamente en la ejecución de Leatherlips, encabezó el consejo que pidió su muerte.
Enviados por Roundhead, seis wyandots viajaron a lo que ahora es Dublín, Ohio justo al norte de Columbus y anunciaron la sentencia de muerte. Aunque los colonos blancos dirigidos por John Sells abogaron por el anciano jefe e intentaron sobornar al escuadrón de muerte, el juicio y la sentencia fueron rápidos. Después de vestirse con su mejor atuendo, Leatherlips, acompañado por sus verdugos, cantó el cántico de muerte y rezó. Luego fue ejecutado con un tomahawk.
Un monumento a Leatherlips y una escultura conmemorativa son puntos turísticos en Dublín hoy.